# Каменная бездна
«Каменная бездна» (англ. Rock Bottom) — 17-я серия американского мультсериала «Губка Боб Квадратные Штаны». Данный эпизод был создан в 1999 году и впервые показан 15 марта 2000 года на «Nickelodeon» в США, а в России — 7 апреля 2001 года. В данном эпизоде Губка Боб застревает в абиссальной зоне — городе, именуемом «Каменной бездной».

## Сюжет
Возвращаясь домой из парка развлечений «Мир перчаток», Губка Боб и Патрик садятся в автобус. Оказывается, они сели не в тот автобус, который доставляет их к 90-градусному клифу. Этот клиф ведёт к абиссальной зоне, именуемой «Каменной бездной», которую населяет множество странных глубоководных животных.
Патрик опять садится в автобус, чтобы вернуться домой, но забывает Губку Боба. После нескольких неудачных попыток сесть в автобус, Губка Боб направляется на автовокзал и стоит в очень длинной очереди. К тому моменту, как до Губки Боба доходит его очередь, он узнаёт, что следующий автобус уходит через 5 секунд; он пропускает свою очередь, а затем узнаёт, что это был последний автобус и что он застрял здесь до утра. Губка Боб пугается, услышав, как кто-то «пукает ртом» издалека, и в ужасе бросается обратно к клифу. Наконец, источником пугающего его звука оказывается дружелюбная на вид рыба-удильщик, которая забирает перчатку Губки Боба. Эта рыба надувает из его перчатки воздушный шар и привязывает к запястью Губки Боба, благодаря чему он поднимается на вершину клифа и уплывает обратно в Бикини-Боттом. К концу серии Патрик возвращается в «Каменную бездну», думая, что Губка Боб всё ещё там.

## Роли
- Том Кенни — Губка Боб
- Билл Фагербакки — Патрик Стар
- Мистер Лоуренс — клерк автовокзала
- Ди Брэдли Бейкер — водитель автобуса, рыба-удильщик, грунт

### Роли дублировали
- Сергей Балабанов — Губка Боб
- Юрий Маляров — Патрик Стар
- Юрий Меншагин — водитель автобуса, клерк автовокзала
- Вячеслав Баранов — рыба-удильщик, грунт

## Производство
Сценарий данного эпизода был написан Полом Тиббитом, Эннио Торресаном и Дэвидом Файном, а Том Ясуми выступил в роли аниматора. Также Тиббит и Торресан работали над раскадровкой. Впервые данная серия была показана 15 марта 2000 года на «Nickelodeon» в США, получив возрастное ограничение для детей от 7 лет и старше.
Мерриуизер Уильямс, главная сценаристка первого сезона мультсериала, сказала, что история данной серии «так проста». Она отметила: «Для меня это одна из лучших серий. Эта серия жила с одной идеей». Данная серия повествует о том, «как он [Губка Боб] продолжает упускать свой автобус и что чувствует при этом». Уильямс сказала, что серия была «настолько коротка, что вы могли находить приколы и перспективные шутки». Данный эпизод был примером «хорошего наброска» в мультсериале, где раскадровки и юмор были выполнены с лёгкостью. Она добавила: «Во многом, моя работа заключалась в создании ситуаций, в которых персонажи могли бы быть забавными, создать смешную ситуацию, и позволении им следовать за жизненными и специфическими шутками».
Данный эпизод был включён в DVD-сборник под названием «The Best of SpongeBob SquarePants», изданный 11 мая 2004 года. Также данная серия была включена в другой DVD-сборник под названием «SpongeBob SquarePants: The Complete 1st Season», изданный 28 октября 2003 года. 22 сентября 2009 года данная серия была включена в DVD-сборник «SpongeBob SquarePants: The First 100 Episodes», наряду со всеми эпизодами с первого по пятый сезон.

## Отзывы критиков
«Каменную бездну» просмотрели 2,1 миллиона зрителей после её выхода. Данная серия получила очень положительные отзывы от критиков. Нэнси Бэйзил из «About.com» оставила данному эпизоду положительный отзыв и присудила ему 4-е место в её списке «лучших серий „Губки Боба Квадратные Штаны“». Бэйзил сказала, что «пренебрежительное фырканье [„пуканье ртом“] и нарастающая фрустрация Губки Боба делают эту серию весёлой». В данном эпизоде она увидела, как Губка Боб «сталкивается с законом Мерфи снова и снова», и сказала, что «поэтому эта серия очень жизненная». Сцена, когда Губка Боб пытается достать закуску из торгового автомата перед тем, как уезжает автобус на другой стороне дороги, является её любимой.
Эмили Эстеп из «WeGotThisCovered.com» присудила данному эпизоду 5-е место в её списке «10 лучших серий „Губки Боба Квадратные Штаны“». Она сказала, что, «хотя „Каменная бездна“ — это по большей части бестолковая серия, она также является одной из самых жутких серий „Губки Боба“». Она также отметила, что в данном эпизоде имеется «идеальный баланс остроумия и сплошного ужаса», благодаря чему данная серия «так хорошо запоминается». Билл Тредуэй из «DVD Talk» присудил данному эпизоду 3 балла из 5.